# 1933 год в истории железнодорожного транспорта
1933 год в истории железнодорожного транспорта

## События
- 8 марта открыто движение на электротяге пригородных поездов по участку Москва — Обираловка. Обслуживали движение электросекции С.[1]
- Учреждён знак «Почётному железнодорожнику» для работников советской железной дороги, присуждаемый за успешную и долголетнюю работу.[2]
- Электрифицирован участок Москва-Пассажирская-Казанская — Люберцы I протяжённостью 20,7 километра на постоянном токе =1,5кВ.[1]
- За успешную работу по созданию материально-технической базы и подготовку специалистов для железнодорожного транспорта Днепропетровский институт инженеров железнодорожного транспорта (ДИИТ) награждён Почётной Грамотой ВЦИК СССР.[3]
- Постановлением ЦК ВКП(б) от 20 марта организованы политотделы на следующих дорогах: Южной, Екатерининской, Юго-Западной, Юго-Восточной, Сев. Кавказской, Казанской, Белорусско-Балтийской и Западной.[4]
- Постановлением ЦИК СССР, Совета Народных Комиссаров от 4 июня 1933 г. за № 69/795 утверждён «Устав о дисциплине рабочих и служащих железнодорожного транспорта СССР».[5]
- На Среднеазиатской железной дороге построена новая линия: Канибадам — Шураб.[6].
- Харьковский эксплуатационно-тяговый институт инженеров железнодорожного транспорта переименован в Харьковский институт инженеров железнодорожного транспорта.[7]

## Новый подвижной состав

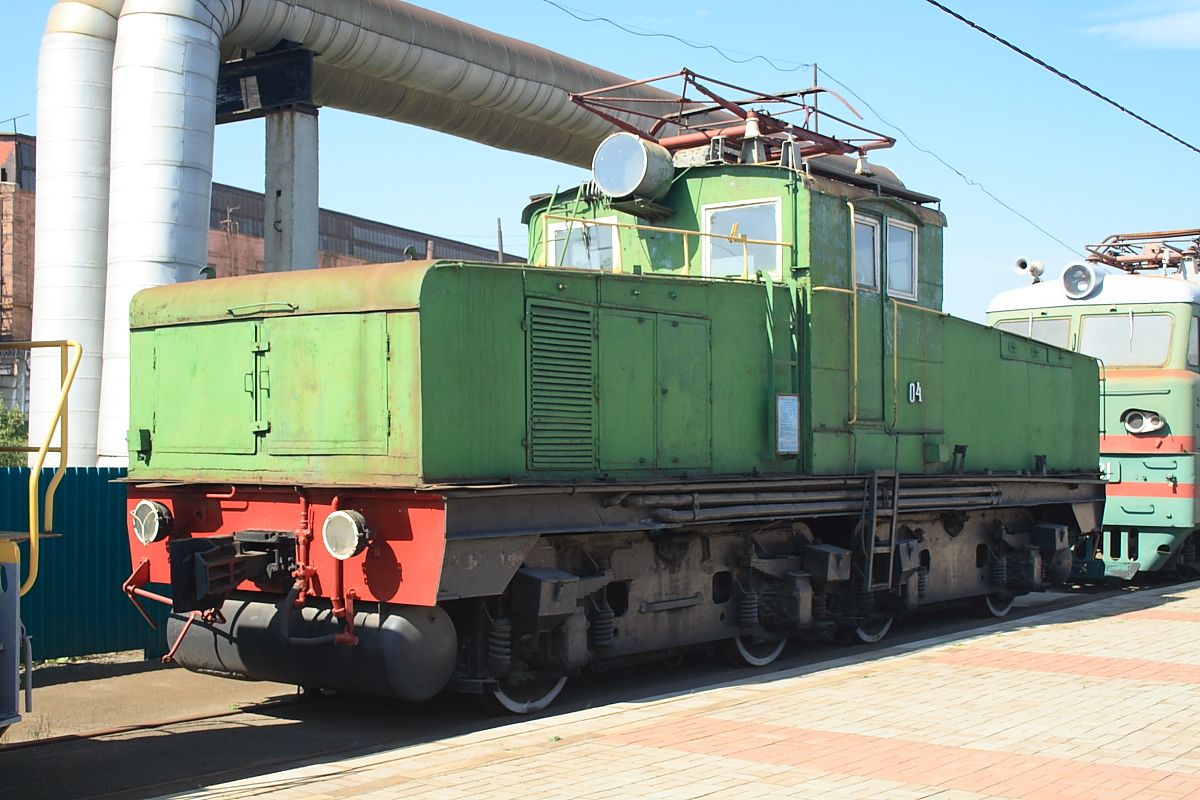
Электровоз серии В

- На заводе фирмы «Техномазно Итальяно Броун Бовери» начался выпуск электровоза Си10-09.[8]
- На заводах в Турине для нужд промышленных предприятий СССР выпущены промышленные электровозы серии В.
- В СССР начали поступать электровозы Си, предшественники электровозов Сс.
- Калужский машиностроительный завод начинает постройку тепловозов. Построен маневровый тепловоз серии АА-1.

## Персоны

### Скончались
- 13 января Кригер-Войновский Эдуард Брониславович — российский государственный деятель, инженер. В 1916 году — управляющий министерством путей сообщения.